# Хуліо Сезар Мартінес
Хуліо Сезар Мартінес (ісп. Julio Cesar Martinez, 27 січня 1995) — мексиканський професійний боксер, чемпіон світу за версією WBC (2019—2024) в найлегшій вазі.

## Професіональна кар'єра
Дебютував на профірингу 2015 року, зазнавши у першому чотирираундовому бою поразки. Впродовж 2016—2019 років провів чотирнадцять переможних боїв, здолавши серед інших співвітчизника ексчемпіона у першій найлегшій вазі Едгара Сосу і валлійця Ендрю Селбі.
31 серпня 2019 року зустрівся в бою з чемпіоном світу за версією WBC в найлегшій вазі Чарлі Едвардсом (Велика Британія). Мартінес зумів вже в третьому раунді нокаутувати Едвардса, але відеоповтор показав, що вирішального удару мексиканець завдав, коли англієць вже був одним коліном на настилі рингу. Таким чином, бій був визнаний таким, що не відбувся, і суперники мали негайно провести реванш. Але у жовтні 2019 року Чарлі Едвардс повідомив, що відмовляється від реваншу і титула чемпіона через неможливість вкластися в межі найлегшої ваги.
20 грудня 2019 року в бою за вакантний титул чемпіона WBC в найлегшій вазі Мартінес здобув перемогу технічним нокаутом в дев'ятому раунді над ексчемпіоном WBC у цій вазі Крістофером Росалесом (Нікарагуа).
Провівши три вдалих захиста титулу, 19 листопада 2021 року вийшов на бій проти Маквільямса Арройо (Пуерто-Рико). Бій, у якому в першому раунді обидва бійці побували в нокдаунах, був визнаний таким, що не відбувся через випадкове зіткнення головами у другому раунді і неможливість Арройо продовжувати бій.
5 березня 2022 року зустрівся в бою з ексчемпіоном світу за версією WBC в другій найлегшій вазі Романом Гонсалесом (Нікарагуа). Суперником нікарагуанця мав стати Хуан Франсіско Естрада (Мексика), який за рік до цього відібрав у Гонсалеса звання чемпіона, але новий чемпіон підхопив коронавірус, і Мартінес останньої миті його замінив. Через брак часу на підготовку до бою Мартінес не вклався у ліміт ваги на передматчовому зважуванні і зазнав поразки від суперника одностайним рішенням.
Після бою з Гонсалесом провів три вдалих захиста звання чемпіона у найлегшій вазі. 22 травня 2024 року повідомив Світову боксерську раду, що звільняє свій титул WBC у найлегшій вазі у зв'язку з переходом до другої найлегшої ваги. У червні 2024 року стало відомо, що Мартінес провалив допінг-тестування після свого останнього бою 30 березня 2024 року. Зразок, зібраний під час тестування, проведеного Атлетичною комісією штату Невада (NSAC), виявив наявність діуретиків S5 та інших маскувальних агентів. Комісія розпочала розслідування, на час якого мексиканець усувається від виступів у США. При цьому титул у Хуліо Сесара забрати не зможуть, тому що нещодавно він сам від нього відмовився.